# Бортники (Винницкая область)
Бо́ртники (укр. Бортники) — село на Украине, находится в Тульчинском районе Винницкой области.
Код КОАТУУ — 0524380601. Население по переписи 2001 года составляет 870 человек. Почтовый индекс — 23612. Телефонный код — 4335.
Занимает площадь 4,715 км².

## Адрес местного совета
23612, Винницкая область, Тульчинский р-н, с. Бортникы, ул. Ленина, 46